# 거란도
거란도(契丹道)는 거란과 발해 간 교역로로 사용된 길로 출발거점은 부여부이다. 부여부는 눙안시로 얘기가 되는데 이보단 지린시에 서단산 문화 유적이 있으며 부여유적의 동단산 문화유적이 많아 지린시를 발해 건국자 대조영의 출신지로 추정하기도 한다.
지린시의 서쪽 구간은 평원이어서 각지로 통하는 육로의 거점이 되었으며 동쪽 구간은 상경으로도 통하는 지리적 위치에 있다.
'거란도는 제2송화강수로를 이용하였다. 이 길은 돌궐이나 회흘, 시리 등으로 가는 출구일 가능성도 있다고 본다.
이 외에도 지금의 역사가들은 담비길과 흑초의 길, Sable Road가 있었고 이를 통해 외국과의 교역, 경제 교류 및 정치교류를 실현하였다고 본다.
그리고 소그드 은화의 발견으로 발해와 중앙아시아의 교류의 증거도 있다. 이란계 소그드인들은 발해를 포함한 극동 지역에까지 교역 망을 뻗쳤다.